# Mellan-Mörttjärnen
Mellan-Mörttjärnen är en sjö i Ovanåkers kommun i Hälsingland och ingår i Ljusnans huvudavrinningsområde.